# 土田俊郎
土田俊郎（1964年-），日本爱知县半田市人，游戏总监与制作人，先就职于日本社交游戏公司GREE。他曾就职于史克威尔艾尼克斯（原史克威尔）。他最知名的作品为前线任务和妖精战士系列。

## 简介

### 美赛亚与G-Craft
土田毕业于爱知县立横須賀高等学校，并于立命馆大学深造。他在毕业后就职于日本开发工作室美赛亚，并在1993年离开美赛亚后建立了G-Craft。在1997年《前线任务2》和《前线任务 抉择》开发中，史克威尔就G-Craft收购意向和土田进行了洽谈。因为全部收购在《前线任务2》的开发时就已完成，因此这成了G-Craft作为开发商的最后一款作品。

### 史克威尔艾尼克斯
土田还是《最终幻想X》和《最终幻想XIII》的战斗总监。作为《最终幻想X》的战斗总监，他放弃了由伊藤裕之设计，自《最终幻想IV》起沿用的即时战斗（ATB）系统，而是改为更有战略性的条件回合制战斗（CTB）系统。他在制作《最终幻想X》时将《最终幻想IV》放在了心上。土田是史克威尔第六产品开发业务部的部长。
他制作了《小小国王与约定之国 最终幻想水晶编年史》，并称史克威尔对首次为WiiWare游戏平台创作新游戏而激动。游戏内容为扮演国王而非英雄，水晶编年史系列有大群可以互动的角色。游戏在WiiWare工具分发前开始开发。《小小国王》需要改变史克威尔艾尼克斯的传统游戏开发方式，转变为从图形和游戏性开始开发。
他还在2010年担任《最终幻想XIII》的战斗规划总监。土田于2011年2月28日离开史克威尔艾尼克斯。

### GREE
土田离开史克威尔艾尼克斯后，于2011年3月加入GREE，并一个部门中和开发者创作新电子游戏。

## 游戏作品
| 发行年份 | 游戏                                  | 系统                    | 职务                |
| -------- | ------------------------------------- | ----------------------- | ------------------- |
| 1990     | Sol Bianca                            | TurboGrafx-CD           | 视觉程序员          |
| 1990     | 乱马1/2                               | TurboGrafx-CD           | 制作人              |
| 1991     | Head Buster                           | Game Gear               | 制作人              |
| 1991     | 改造町人Shubibinman 2 新的敌人        | TurboGrafx-16           | 制作人              |
| 1992     | 改造町人Shubibinman 3 异界的公主      | TurboGrafx-CD           | 制作人              |
| 1992     | 乱马1/2 町内激斗篇                    | 超级任天堂              | 制作人              |
| 1992     | 星际枪骑兵                            | Mega Drive              | 制作人              |
| 1992     | 乱马1/2 打倒、元祖无差别格斗流!       | TurboGrafx-CD           | 制作人              |
| 1992     | 重装機兵瓦尔肯                        | 超级任天堂              | 制作人              |
| 1992     | 超兄貴                                | TurboGrafx-CD           | 制作人              |
| 1993     | 梦幻模拟战                            | TurboGrafx-CD           | 制作人              |
| 1995     | 前线任务                              | 超级任天堂              | 制作人              |
| 1995     | 妖精战士                              | PlayStation             | 制作人              |
| 1996     | 妖精战士2                             | PlayStation             | 制作人              |
| 1997     | 妖精展示 怪物赌博                     | PlayStation             | 制作人              |
| 1997     | 前线任务2                             | PlayStation             | 总监                |
| 1999     | 前线任务                              | PlayStation             | 总监                |
| 2001     | 最终幻想X                             | PlayStation 2           | 战斗总监            |
| 2002     | 最终幻想XI                            | PlayStation 2           | 头目怪兽AI          |
| 2003     | 前线任务 First                        | PlayStation 2           | 总监、U·S·N剧本编写 |
| 2003     | 前线任务4                             | PlayStation 2           | 总监、制作人        |
| 2005     | 前线任务 Online                       | PlayStation 2、PC       | 总监、制作人        |
| 2005     | 前线任务5 战争的伤痕                  | PlayStation 2           | 制作人              |
| 2008     | 小小国王与约定之国 最终幻想水晶编年史 | WiiWare                 | 制作人              |
| 2008     | 前线任务2089 疯狂边界                 | 任天堂DS                | 监督                |
| 2010     | 最终幻想XIII                          | PlayStation 3、XBox 360 | 战斗规划总监        |